# La 19e Porte de l'enfer
Pour plus de détails, voir Fiche technique et Distribution.
La 19e Porte de l'enfer (ou Naraka 19, en version originale 地獄第19層 (Dei yuk dai sup gau tsang)), est un film thriller-horreur chinois réalisé et produit par Lai Miu-suet.
Ce film n'est pas sorti au cinéma en France, mais une version française a été publiée en DVD le 6 septembre 2008.

## Synopsis
Rain et ses trois amies Eva, Mandy, et Violet, partagent un simple dortoir. Depuis un certain temps, Rain constate que chaque nuit, Eva envoie des SMS et semble être comme possédée par son téléphone portable. Le jour suivant, alors que Rain reçoit un texto d'Eva lui demandant de l'aide, cette dernière est retrouvée morte le lendemain. La même chose se produit pour Mandy et Violet, Rain veut alors découvrir ce qui leur est arrivé. Mais un inspecteur est toujours derrière elle, enquêtant sur leurs morts.
Rain découvre plus tard qu'elles étaient en réalité plongées dans un jeu d'épouvante, nommé Naraka 19. Un jeu qui hypnotise et emmène la personne en enfer. Il faut passer les 19 niveaux, si le joueur perd, il meurt. Rain décide donc d'y jouer, pour comprendre ce qui se passe au niveau 19. Mais elle n'est pas au bout de ses surprises... c'est sa vie qui est en jeu !

## Fiche technique
- Titre français : La 19e Porte de l'enfer
- Titre original : 地獄第19層 (Dei yuk dai sup gau tsang) ou Naraka 19
- Réalisation : Lai Miu-suet
- Production : Lai Miu-suet
- Pays d'origine :  Chine
- Genre : Thriller, horreur
- Durée : 98 minutes
- Sorties :
  -  Chine : 7 juillet 2007
  -  France : 6 septembre 2008

## Distribution
- Gillian Chung : Rain
- Charlene Choi : Wendy
- Vincy Chan : Violet
- Maggie Lee : Eva
- Xian Se-Li : Mandy
- Jones Xu : Go Yuen
- Shaun Tam : l'inspecteur Yip
- Patrick Tam Yiu Man : le docteur Yan
- Jimmy Wong Ga Lok : le docteur Man

### Référence
- (id) Cet article est partiellement ou en totalité issu de l’article de Wikipédia en indonésien intitulé « Naraka 19 » (voir la liste des auteurs).